# Heilige Apostel Andreaskerk

De Heilige Apostel Andreaskerk

De Heilige Apostel Andreaskerk is een kerkgebouw in de Belgische stad Gent. De kerk is bestemd voor erediensten van orthodoxen en toegewijd aan apostel Andreas.

## Ontstaansgeschiedenis
In 1968 ontstond een genootschap met de naam van Apostolos Andreas – Contacten met de Orthodoxie die op 27 maart 1972 resulteerde in de stichting van de orthodoxe communauteit van Gent. Op 2 mei 1972 kreeg de gemeenschap de toelating van de toenmalige Commissie van Openbare Onderstand om een leegstaand huis van het Groot Begijnhof Sint-Elisabeth in de Sophie van Akenstraat te gebruiken. Dit huis werd omgevormd tot kapel.

## Van kapel tot kerk
In de jaren negentig van de twintigste eeuw werd een feestzaal Ritz aan de overkant van de straat gekocht, de vroegere peperkoekfabriek Vermeire. De fabriek werd voor een deel afgebroken en opnieuw opgebouwd tot kerk die op 30 november 1997 werd ingewijd. Monialen van het klooster in Maldon, Essex vervaardigden mozaïeken van de twaalf apostelen die in 2014 op de gevel werden geplaatst. 
Het interieur is versierd met fresco's van belangrijke heiligen uit de orthodoxe kerk maar ook met lokaal bekende zoals Livinus, Amandus, Bavo en Veerle.